# Kalifornijsko državno sveučilište u Bakersfieldu
Kalifornijsko državno sveučilište u Bakersfieldu (eng. California State University, Bakersfield) je javno sveučilište u američkoj saveznoj državi Kaliforniji koji je dio lanca kalifornijskih državnih (javnih) sveučilišta (eng. California State University). Sveučilište je osnovano 1965. godine i danas ga pohađa oko 7600 studenata.

## Vanjske poveznice
- CSU Bakersfield